# Colopha caucasica
Colopha caucasica är en insektsart. Colopha caucasica ingår i släktet Colopha och familjen långrörsbladlöss. Inga underarter finns listade i Catalogue of Life.